# Red River (přítok Winnipežského jezera)
Red (anglicky Red River of the North, francouzsky Rouge du Nord, česky Severní Červená řeka) je řeka ve státech Minnesota a Severní Dakota v USA a v provincii Manitoba v Kanadě. Je 920 km dlouhá. Povodí má rozlohu 297 000 km².

## Průběh toku
Vzniká soutokem řek Otter Tail a Bois de Sioux u města Breckenridge (Minnesota). Teče po Centrálních planinách v úžlabině, která sloužila jako odtok ledovcových vod. Ústí do Winnipežského jezera.

### Větší přítoky
- zleva – Sheyenne, Park, Pembina, Assiniboine
- zprava – White Rice, Red Lake, Roseau

## Vodní režim
Průměrný roční průtok vody pod městem Winnipeg je 240 m³/s. Zdroj vody je smíšený. Nejvodnější je na jaře.

## Využití
Splavná je na středním a dolním toku.

### Osídlení
- USA
  - Severní Dakota (levý břeh) – Wahbeton, Abercrombie, Fargo, Grand Forks, Drayton,
  - Minnesota (pravý břeh) – Breckenridge, Moorhead, Halstad, East Grand Forks, St Vincent,
- Kanada
  - Manitoba – Lefellier, Morris, St. Adolphe, Winnipeg, Selkirk.